# Juan Manuel Cano
Juan Manuel Cano Ceres (n. Termas de Río Hondo, provincia de Santiago del Estero, Argentina; 12 de diciembre de 1987) es un atleta argentino especialista en pruebas de marcha atlética. Posee una mejores marca personales, que también son récords de Argentina, de: 1:22’10” en la prueba de 20 km marcha establecida el 4 de agosto de 2012, en Londres, 1:22:18,5 en 20.000 m. marcha en pista, 40’05”0 en 10000m marcha establecida en el campeonato Nacional de absoluto del año 2014 en Rosario y 40:35 en los 10 km marcha en ruta realizados al paso por esta distancia en la misma prueba que hizo el récord de 20 km. Becado por la Secretaría de Deportes de la Nación.
Ha participado, representando a Argentina, en los Juegos Olímpicos de Pekín 2008 (puesto 40), en los de Londres 2012 (puesto 22) y en los de Río de Janeiro 2016 (puesto 51).